# Ai Yori Aoshi
Ai Yori Aoshi (藍より青し?) es una serie de animación japonesa producida por J.C.Staff en 2002. Cuenta con 24 episodios y una segunda temporada del año 2003 titulada Ai Yori Aoshi: Enishi de 12 episodios más. En realidad no hay una traducción adecuada para su nombre, ya que es un juego de palabras japonesas, pero su traducción más adecuada sería "El verdadero amor triste", aunque aun así no es totalmente acertada, por tanto se tradujo el título como Azul. Esta serie está protagonizada por Aoi Sakuraba (桜庭葵, traducido como Malvaflora), y Kaoru. En España el anime fue licenciado por Jonu Media en DVD y emitida por el canal Buzz, mientras que en Cataluña fue emitida por el canal K3.

## Argumento
La serie inicia cuando Kaoru vuelve un día de la universidad en tren. En una estación los transeúntes empujan y pisan a Aoi, que debido a los empujones de la gente cae al suelo, y se rompe la cinta de una de sus sandalias. A continuación aparece Kaoru, quien la ayuda a levantarse y le arregla la sandalia, tal como hizo cuando eran niños, aunque Aoi, a pesar de recordar ese detalle, no reconoce a Kaoru, ni este a Aoi. Aoi, entonces, pregunta a Kaoru una dirección, pero a pesar de sus explicaciones, no logra recordarlo. Como la casa de Kaoru está cerca de la dirección que Aoi le da, este la acompaña y toman el tren. Allí, Aoi se queda dormida y el tren hace dos veces el recorrido, pero una vez llegan a la dirección que Aoi tenía apuntada en un papel, se encuentran con un descampado. 
En el tren, Aoi le había explicado que ella iba buscando la casa de su novio, pero que no se habían visto desde que eran muy niños, cuando Kaoru desapareció de la casa de sus abuelos, los Hanabishi. Como Aoi estaba muy deprimida, Kaoru le ofrece ir a su casa, ya que estaba lloviendo. Allí, Kaoru le pide alguna otra reseña con la que poderla ayudar a encontrarle. Entonces, Aoi le muestra una foto en la que aparecían cuando eran niños. Kaoru reconoce la fotografía y exclama que esa foto era de él y Aoi cuando eran pequeños. Entonces, Aoi se da cuenta de quién es realmente el chico que le había ayudado, ya que no se habían presentado. A partir del reencuentro, Kaoru y Aoi, quienes no se habían visto desde que eran niños, vivirán juntos toda suerte de situaciones en las que deberán demostrar su paciencia ante los retos que el destino trata de ponerles.

## Personajes
Artículo principal: Anexo:Personajes de Ai Yori Aoshi.
- Aoi Sakuraba

Aoi fue educada para ser la novia del hijo de la familia Hanabishi. Ella es la única hija de los Sakurabas, una familia que está en la industria del kimono tradicional de fabricación, pero se ha convertido en un gran conglomerado. Dado que Aoi es la heredera, su esposo se hará cargo del negocio familiar. Ella ha estado entrenando a sí misma como una buena esposa desde que conoció a Kaoru cuando ella era pequeña. Gracias a él, ella es buena en cualquier trabajo de limpieza, aunque se crio en una familia rica. Ella está perdidamente enamorada de Kaoru. Tras saber que se ha deshecho el compromiso de matrimonio con Kaoru decide ir a buscarlo, pues ella quiere casarse con el y estar a su lado.
- Kaoru Hanabishi

Kaoru es un estudiante de la Universidad de Meiritsu. Él fue criado para ser el próximo presidente del Grupo Hanabishi y recibió una educación muy estricta y cruel, pero dejó el clan Hanabishi, y ahora vive solo en un apartamento barato, y tiene muy poco dinero. Él pertenece al club de la universidad de fotos, pero no es muy activo en él. Él es muy honesto y amable. En un primer momento, Kaoru no sabe muy bien cómo tratar a su de repente amorosa novia, pero finalmente llega a devolver el amor y la devoción de Aoi.
- Miyabi Kagurazaki

Miyabi es la cuidadora, vigilante y tutora de Aoi, además de ser una ejecutiva en la empresa familiar. Ella sabe muy bien sobre Aoi, y sabe que Aoi ha amado a Kaoru, desde que ella era una niña. Miyabi cuida de Aoi y observa a Aoi y Kaoru. Ella parece ser un poco fría, pero realmente tiene un buen corazón.
- Tina Foster

Tina va a la misma universidad que Kaoru, y ella también pertenece al club de fotografía. Ella es técnicamente una americana, pero creció en Hakata, por lo que es esencialmente más japonés que nada, a pesar de que es mucho más descarada y extrovertida. Ella tiene la mala costumbre de "saludar" a otras chicas tocando sus pechos. Tina ha estado enamorada de Kaoru desde que ambos comenzaron la universidad, y es el que lo puso a unirse al club de fotografía, pero ella parece que no puede expresar sus sentimientos hacia Kaoru abiertamente.
- Taeko Minazuki

Taeko es una estudiante de segundo año y es el nuevo miembro del club de fotografía. A pesar de que es torpe y tiene un montón de errores, ella siempre es positiva y trata de hacer lo mejor posible. Su sueño es convertirse en un ama de casa, con el fin de ser como su querida madre. Ella es a menudo aprovechada por el vicepresidente del club, que engaña a ella para vestirse de traje de cosplay diciéndole que es el primer paso para ser un buen fotógrafo. Taeko se enamora de Kaoru, porque es muy amable y paciente con ella.
- Mayu Miyuki

Mayu nació en el seno de una familia propietaria de la Compañía de Seda Miyuki. Entra en la Universidad de Meiritsu después de regresar de estudiar en el extranjero, en Inglaterra, y se salta varios grados para llegar allí. Ella se ha enamorado de Kaoru desde que era un niño y él era el único que prestaba atención a ella y pareció comprender su soledad. Ella persigue Kaoru muy agresivamente.
- Chika Minazuki

La Prima más joven de Taeko. Durante el verano se pasa la mayor parte de su tiempo trabajando en un café cerca de la playa. Debido a esto, ella es muy bronceada, excepto para el tan-las líneas causadas por su traje de baño. Ella se da cuenta de que Taeko se siente atraído por Kaoru y pasa mucho tiempo tratando de arreglar los dos arriba. De vez en cuando tiene una sensación leve de Kaoru como avanza la serie, pero en su mayor parte, se ve a él como un hermano mayor. En otra nota que ha visto desnuda en varias ocasiones durante las temporadas de Kaoru Hanabishi. En el último capítulo, Tina visita a Chika, Chizuru y Natsuki en la Universidad Meiritsu. Son probablemente estudiantes de la Universidad. Chika ha crecido el pelo más largo y ya no se lleva en dos coletas. Chizuru y Natsuki se parecen mucho.

## Enishi
Ai Yori Aoshi: Enishi (藍より青し ～縁～?) es la segunda temporada del anime basado en el manga Ai Yori Aoshi. Emitida originalmente en Japón en 2003. Ai Yori Aoshi: Enishi; Dos años después de conocer a Aoi, Kaoru y la pandilla andan a sus hábitos normales. Kaoru ahora en la escuela y más ocupado que nunca, que será de Aoi y el amor de Kaoru. Dos años han pasado desde que Aoi y Kaoru se separaron de sus familias. Ellos continúan viviendo su vida normal con los amigos de siempre en la misma casa.